# 88879 Sungjaoyiu
88879 Sungjaoyiu este un asteroid din centura principală de asteroizi.

## Descriere
88879 Sungjaoyiu este un asteroid din centura principală de asteroizi. A fost descoperit pe 25 septembrie 2001 la Observatorul Desert Eagle de William Kwong Yu Yeung. Asteroidul prezintă o orbită caracterizată de o semiaxă mare de 2,57 ua, o excentricitate de 0,16 și o înclinație de 7,1° în raport cu ecliptica.